# Свободный затвор

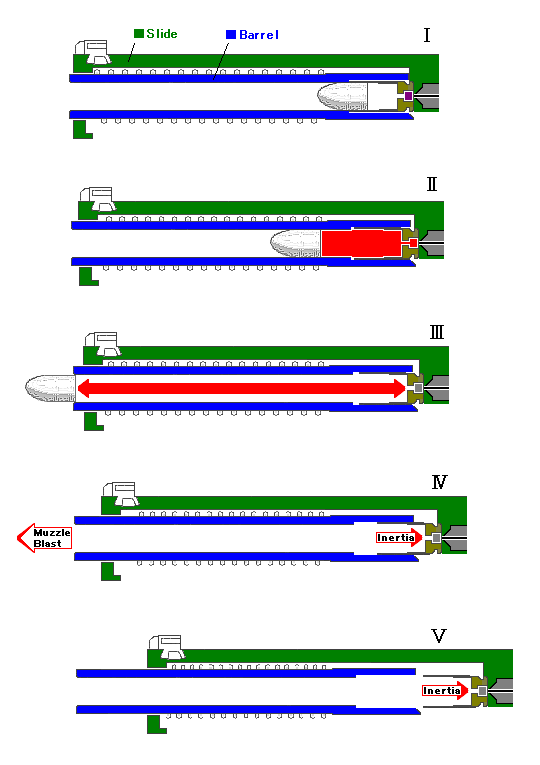
Работа свободного затвора на примере пистолета.
I — положение перед выстрелом; II — давление пороховых газов превысило давление форсирования, пуля врезается в нарезы ствола, но гильза, удерживаемая инертной массой затвора и трением стенок, плотно прижатых давлением к патроннику, отходит назад лишь на несколько миллиметров; III — пуля покидает ствол, гильза за это же время вышла из патронника только своей утолщённой частью у основания; IV, V — давление в стволе падает, трение в патроннике резко снижается, и гильза отходит назад под действием остаточного давления и инерции, толкая затвор, этим приводя в действие автоматику перезаряжания.

Свободный затвор, или инерционный затвор — продольно-скользящий затвор, на который отдача свободно передается, т.е. не блокируется. 
Отдача свободного затвора — принцип действия автоматики перезаряжания огнестрельного оружия, при котором продольно-скользящий затвор не сцеплён с неподвижным стволом, а его отход назад при выстреле замедляется силой трения стенок гильзы о патронник, массой затвора и силой возвратной пружины. 
Свободный затвор конструктивно проще любого другого типа запирания ствола. Однако для него характерны такие существенные недостатки, как излишняя масса оружия, склонность к высокому темпу стрельбы и увеличение колебаний оружия при стрельбе очередями за счёт быстрого возвратно-поступательного движения массивного затвора и его ударов в крайних положениях, что также способствует ускоренному износу оружия.
Схема со свободным затвором благодаря своей простоте в прошлом широко применялась в пистолетах-пулемётах: достаточно назвать такие образцы, как MP18, «Суоми», MP40, ППШ, 
ППС,   STEN, Uzi и многие другие. В настоящее время многие пистолеты-пулемёты используют более совершенные механизмы с полусвободным затвором или даже отводом пороховых газов, хотя свободный затвор также сохраняет большую популярность у конструкторов этого вида оружия.
Кроме того, свободный затвор очень часто используется в другом типе оружия под пистолетный патрон — пистолетах, обычно — использующих сравнительно маломощные патроны (ПМ, АПС, ПСМ, «Браунинг» и другие), так как масса кожуха-затвора пистолета обычно получается намного меньше, чем может весить затвор пистолета-пулемёта.
Наконец, свободный затвор как правило имеют самозарядные охотничьи винтовки и карабины под малокалиберный патрон кольцевого воспламенения, например ТОЗ-99, Ruger 10/22 и аналогичные.
Применение данной схемы в иных типах оружия носит как правило лишь эпизодический характер.

## Принцип действия

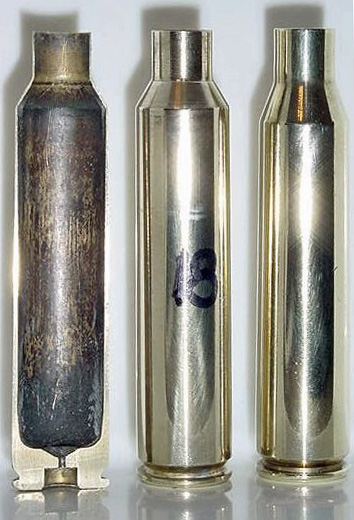
В основании гильзы имеется утолщённая часть, в которой находится капсюль. Задача конструктора системы со свободным затвором — обеспечить, чтобы за время, которое пуля находится в канале ствола, гильза вышла из патронника на величину, не превышающую длину этой части.

При выстреле пороховые газы оказывают давление одновременно на пулю, на стенки гильзы и на её донце — последняя составляющая передаётся затвору. При этом возникают несколько разнонаправленных сил:
- Сила давления пороховых газов на пулю старается вытолкнуть её из ствола вперёд, через дульный срез;
- Сила давления на донце гильзы старается вытолкнуть её из патронника назад, через казённый срез ствола, чему препятствует подпирающий гильзу сзади массивный затвор;
- Сила давления на стенки гильзы плотно прижимает их к стенкам патронника, следствием чего становится возникновение между стенками гильзы и стенками патронника силы трения, препятствующей выходу из него гильзы.

В результате совместного воздействия этих сил и пуля, и гильза начинают двигаться в противоположных направлениях, однако с различной скоростью: если скорость пули вблизи дульного среза достигает при использовании пистолетных патронов 300—500 м/с, то наибольшая скорость затвора обычно не превышает 4 м/с.

Параметры системы (длина ствола, массы пули и затвора, площадь поверхности гильзы и так далее) подбираются конструкторами таким образом, чтобы за то время, за которое пуля проходит по каналу ствола до дульного среза, затвор успевает отойти лишь на несколько миллиметров, при этом гильза выходит из патронника только своей утолщённой частью, в которой расположен капсюль, что страхует её от разрыва.
После того, как пуля покидает ствол, давление в его канале падает, и гильза полностью выходит из патронника, толкая затвор. Извлечение гильзы в системе со свободным затвором происходит, таким образом, практически без участия закреплённого на затворе выбрасывателя — он лишь удерживает её в чашечке затвора, а не «вытягивает» из патронника, как в других системах. В принципе, система со свободным затвором может обойтись и без выбрасывателя — он нужен лишь на случай осечки для извлечения не сработавшего патрона из канала ствола. Существовали образцы оружия со свободным затвором (тренировочного или спортивно-развлекательного назначения), выбрасывателя не имевшие для упрощения конструкции.
Накопленной энергии затвору хватает на обеспечение работы автоматики оружия.
Данное описание работы системы со свободным затвором является упрощённым. На практике в оружии со свободным затвором, у которого боёк имеет вид неподвижно закреплённой на зеркале затвора детали, накол капсюля очередного патрона происходит ещё до его полного входа в патронник и прихода затвора в крайне переднее положение, в результате чего отходу затвора назад противодействует дополнительно ещё и инерция движения подвижных частей оружия вперёд. Использование этого принципа (так называемый «выкат затвора», в англоязычной терминологии — advanced primer ignition) позволяет снизить темп стрельбы и несколько уменьшить потребную массу подвижных частей оружия. При этом, однако, следует учитывать, что если при стрельбе возникнет затяжной выстрел, — замедленное срабатывание бракованного или повреждённого при хранении патрона, — выстрел произойдёт уже после полного прихода затвора в переднее положение и остановки, так, что инерция его движения вперёд не будет противодействовать его отходу назад, так что конструктор должен обеспечить достаточную массу затвора для того, чтобы обеспечить и при таком развитии событий безопасность стрелка и сохранность оружия.
Использование выката затвора несколько снижает надёжность работы автоматики оружия, а также допускает стрельбу исключительно с открытого затвора («с заднего шептала»), что не всегда приемлемо из-за снижения кучности огня, в особенности одиночного. Тем не менее, этот принцип де-факто используется в большинстве пистолетов-пулемётов со свободным затвором (имеющих неподвижно закреплённый в чашечке затвора боёк), в частности — «Узи», ППШ, ППС, и так далее. В пистолете-пулемёте MP40 же, боёк выполнен отдельно от затвора, как часть ударного механизма ударникового типа, однако выкат затвора также используется благодаря особому устройству последнего, спроектированного таким образом, что боёк наносит удар по капсюлю за мгновение до прихода затвора в переднее положение. Тот же принцип использовался, например, и в раннем варианте боевого автоматического дробовика Атчиссона (AAS — Atchisson assault shotgun) 12-го калибра, что с успехом позволило использовать в автоматическом оружии со свободным затвором мощный охотничий патрон.

В более сложном варианте этот же принцип реализовывался даже в некоторых лёгких пушках со свободным затвором, или, например, в швейцарской 20-мм противотанковой винтовке Oerlikon SSG36. Существует даже проект основанного на этом принципе оружия будущего с очень простой, но эффективной конструкцией.

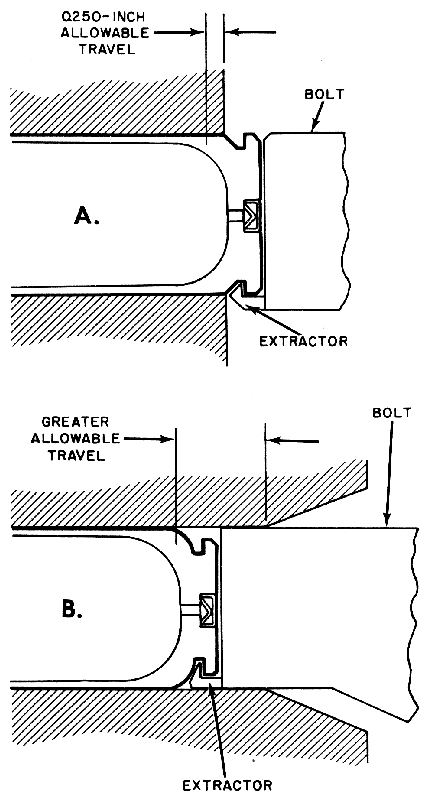
Свободный затвор в лёгких пушках. Бесфланцевый патрон и патрон с уменьшенным фланцем.

Существенное преимущество свободного затвора состоит в том, что при выстреле он испытывает только деформацию сжатия. Эту деформацию способны успешно воспринимать многие виды материалов, что позволяет использовать для изготовления свободного затвора сравнительно малопрочные, но дешёвые и простые в обработке материалы — незакалённую малоуглеродистую сталь, литую алюминиевую бронзу (как у части выпуска британского STEN-a), цинк-алюминиевый литьевой сплав ZAMAK (пистолеты и карабины фирмы Hi-Point Firearms), и так далее. При этом несколько страдает долговечность оружия — при большом настреле на его деталях появляется наклёп, что не повышает работоспособность, причём проблема долговечности может быть отчасти устранена применением буферов, смягчающих откат подвижных частей в заднее положение. Для сравнения, например, при запирании затвора поворотом его боевые упоры испытывают во время выстрела деформацию на срез, для противодействия которой необходима очень качественная углеродистая или легированная сталь (в практике отечественной оружейной промышленности используются углеродистые пружинные стали 50А, 50РА или аналогичные; за границей стандартом для оружейной промышленности считается хром-молибденовая сталь ANSI 4130 ChroMoly или аналогичная), прошедшая термическую обработку.

## Динамика оружия со свободным затвором
Работа системы со свободным затвором требует выполнения того условия, чтобы сила давления пороховых газов на донце гильзы была больше суммарной силы, оказывающей сопротивление движению затвора назад, имеющей следующие составляющие:
- сила сопротивления возвратной пружины, прижимающей затвор к срезу ствола;
- сила трения между затвором и стенками затворной коробки, или направляющими, по которым он движется;
- сила трения стенок гильзы о стенки патронника ствола.
- сила инерции затвора, изменяющаяся пропорционально изменению его массы.

Первые две составляющие пренебрежимо малы по сравнению с последней.
Таким образом, условие работоспособности системы со свободным затвором приобретает следующий вид:
{\displaystyle PS>R,}
где: Р — давление газов внутри гильзы; S — площадь дна гильзы; R — сила трения гильзы в патроннике.
Для цилиндрической гильзы с равномерной толщиной стенок это условие, после подстановки соответствующих формул для вычисления площади дна гильзы и силы трения её стенок о патронник, принимает следующий вид:
{\displaystyle {\frac {l}{d_{1}}}<{\frac {1}{48\left({\frac {d_{1}}{d}}\right)^{2}}},}
где: {\displaystyle d} — внутренний диаметр гильзы; {\displaystyle d_{1}} — наружный диаметр гильзы; {\displaystyle l} — длина корпуса гильзы.
Из этой формулы видно, что если длина гильзы превосходит некоторую предельную величину, то даже при малой массе затвора система работать не будет, так как гильза при выстреле останется в патроннике и скорее всего получит поперечный разрыв, что приведёт к заклиниванию оружия и может стать причиной травмы стрелка. Особенно велик риск такого развития события при использовании гильз с высоким коэффициентом бутылочности из-за того, что пороховые газы давят как на донце такой гильзы, так и на её скат изнутри.
Кроме того, для обеспечения нормальной работоспособности системы со свободным затвором необходимо, чтобы за время выстрела (то есть, до того момента, как пуля покинет канал ствола) затвор вместе с гильзой отошёл на определённую величину — как правило не более 2 мм, что соответствует длине утолщённой части гильзы, в которой находится капсюль и на которой расположена кольцевая проточка. При нарушении этого условия вероятен продольный разрыв гильзы, так как до момента вылета пули из канала ствола в нём сохраняется высокое остаточное давление пороховых газов.
Уменьшения пути затвора за время выстрела достигается в системе со свободным затвором увеличением массы подвижных деталей оружия, в ней как правило представленных лишь самим затвором в виде неразборной детали.
В конструировании оружия принята оценочная эмпирическая формула подобия, позволяющая грубо, с некоторым завышением (из-за отсутствия учёта сил трения и сопротивления возвратной пружины) оценить массу подвижных деталей оружия со свободным затвором, необходимую для обеспечения нормальной работы его автоматики перезаряжания:
{\displaystyle Q={\frac {Lq}{l}},}
где: {\displaystyle Q} — масса подвижных частей; {\displaystyle q} — масса пули; {\displaystyle l} — путь, проходимый затвором за время нахождения пули в канале ствола; {\displaystyle L} — длина нарезной части ствола.
Существует и другой вариант эмпирической зависимости для примерного определения необходимой массы затвора:
{\displaystyle Q={\frac {q+0.5w}{x_{1}}}L,}
где: {\displaystyle Q} — масса подвижных частей; {\displaystyle q} — масса пули; {\displaystyle x_{1}} — путь, проходимый затвором за время нахождения пули в канале ствола; {\displaystyle L} — длина нарезной части ствола; {\displaystyle w} — масса порохового заряда в патроне.
В иностранной литературе также приводится следующая оценочная формула для определения потребной массы свободного затвора:
{\displaystyle M=1,09\cdot 10^{-5}\cdot mV_{b}\left({\frac {D}{d}}\right)^{2},}
где: {\displaystyle M} — масса подвижных частей в фунтах; {\displaystyle m} — масса пули в гранах; {\displaystyle V_{b}} — скорость пули в футах в секунду; {\displaystyle D} — диаметр зеркала затвора в дюймах; {\displaystyle d} — диаметр основания пули в дюймах.
Естественно, полученные по этим формулам величины носят сугубо ориентировочный характер, — в реальной практике конструирования используются существенно более сложные расчёты с использованием аппарата высшей математики, дополняемые обширным практическим материалом, получаемым в процессе доводки образца. Кроме того, масса затвора зависит также от конфигурации гильзы конкретного патрона, скорости горения пороха, требуемого темпа стрельбы оружия и использования особых приёмов, позволяющих несколько облегчить затвор, таких, как описанный выше выкат затвора.
Из приведённых соотношений видно, что в общем случае чем длиннее ствол оружия и тяжелее пуля используемого в нём боеприпаса, тем большую массу должен иметь его затвор. Это вполне логично — чем длиннее ствол и тяжелее пуля, тем дольше она не покинет канал ствола, соответственно — тем больше то время, за которое затвор должен пройти заданное расстояние, а это требует его утяжеления.
Применение в системе с инерционным запиранием ствола мощного патрона вынуждает использовать очень тяжёлый затвор. В свою очередь, большая масса затвора приводит к увеличению общей массы оружия, а также — значительному повышению его тряски при ведении автоматического огня и ускорению износа из-за сильных ударов в крайних положениях.
Поэтому в оружии с длинным стволом и / или использующем мощные патроны с тяжёлой пулей свободный затвор используется редко, вместо чего применяют полусвободный затвор либо различные варианты жёсткого запирания ствола на время выстрела. Это позволяет существенно облегчить подвижные части оружия, и этим снизить его массу, повысить кучность боя. Кроме того, известны попытки замедлить отход затвора назад за счёт увеличения силы трения стенок гильзы о патронник — например путём нанесения на его стенки спиральных канавок или специальных насечек (не путать с прямыми «канавками Ревелли» в патроннике, которые напротив облегчают экстракцию гильзы за счёт подачи пороховых газов из канала ствола в пространство между стенками патронника и стенками гильзы), либо за счёт применения специальных замедлителей отхода затвора (например, роликового замедлителя у чехословацкого пистолета-пулемёта «Скорпион» или пневматического буфера у MP38 и раннего MP40).
Одно из немногих исключений — немецкая авиапушка MK 108 времён Второй мировой войны, которая имела массивный свободный затвор. Однако для обеспечения работы её автоматики ствол пришлось сделать очень коротким, чтобы снаряд успевал покинуть его канал до отхода затвора на критическую величину, а это отрицательно сказалось на баллистике оружия. В данном случае более важна, впрочем, оказалась достигаемая именно применением простой схемы работы автоматики высокая технологичность этой пушки в массовом производстве, а недостаточную кинетическую энергию снаряда восполнили увеличением заряда взрывчатого вещества.
Другое исключение — опытный автоматический боевой дробовик Атчиссона 12-го охотничьего калибра, у которого свободный затвор имел массу порядка полутора килограмм и очень длинный выкат — в крайне заднем положении он входил внутрь полой трубчатой части приклада, доходя почти до плеча стрелка. В случае применения в оружии, претендующем на большую точность автоматического огня по сравнению с автоматическим дробовиком, такая схема оказалась бы неприемлема из-за сильной тряски, вызванной перемещением столь массивного затвора. Впрочем, даже Атчиссон в более поздней версии своего оружия пришёл к использованию традиционной газоотводной автоматики.

## Англоязычная терминология
В англоязычной терминологии термин «свободный затвор» как таковой отсутствует. Вместо этого используется термин blowback («блоу-бэк»), используемый для обозначения любого принципа работы автоматики, основанного на отдаче затвора — как свободного, так и полусвободного или свободного с замедлителем отхода. Системы со свободным затвором при этом обозначают как «прямой» (straight), «простой» (simple) или «чистый» (pure) blowback.
Аналогичная терминология используется и во многих других языках.